# Дубровін-Заболотський Борис Семенович
Дубровін-Заболотський Борис Семенович — український режисер-документаліст. Був членом Спілки кінематографістів України.
Народився 22 лютого 1909 р. Помер 1994 р. Закінчив Вище інженерне училище в Митвайді, Німеччина (1929). Працював на кіностудії в Софії, на студії «Казахфільм», Одеській кіностудії.

## Фільмографія
Брав участь у створенні кінокартин:
- «За піднесення тваринництва»,
- «Техніка безпеки при укладанні залізничних шляхів»,
- «Інтенсифікація сушіння зерна»,
- «Механізація готування і роздачі кормів на тваринницьких фермах»,
- «Окислювально-відновлюючі реакції»,
- «Сучасні методи фізико-хімічного аналізу» та ін.